# V1500 Cygni
V1500 Cygni (również Nova Cygni 1975) – nowa klasyczna w gwiazdozbiorze Łabędzia, która została odkryta 29 sierpnia 1975.
W sierpniu 1975, jeszcze przed jej gwałtownym wybuchem, jasność gwiazdy powoli wzrosła z 17,6m do 13,5m, aby nagle 29 sierpnia osiągnąć jasność widomą 3m – odkrył ją wówczas japoński astronom Minoru Honda. Następnego dnia gwiazda osiągnęła maksymalną jasność ok. 2,0m, stając się drugą pod względem jasności nową obserwowaną w XX wieku (po Nova Puppis 1942). Po wybuchu gwiazda gwałtownie zmniejszyła swoją jasność o 3 magnitudo w ciągu zaledwie trzech dni (tego typu gwiazdy określane są mianem „szybkich nowych”), a w sumie o siedem magnitudo w ciągu 45 dni.
Dodatkowe dane obserwacyjne uzyskane od czasu wybuchu, szczególnie dzięki pracy polskich astronomów – dr Ireny Semeniuk, prof. Andrzeja Kruszewskiego, prof. Aleksandra Schwarzenberga-Czernego, dr. hab. Tomasza Chlebowskiego, dr. hab. Macieja Mikołajewskiego i prof. Joanny Mikołajewskiej (wówczas pod panieńskim nazwiskiem: Wołczyk) z Obserwatorium Astronomicznego Uniwersytetu Warszawskiego – pozwoliły określić dokładną naturę obiektu V1500 Cygni. Według badań polskich astronomów jest to tzw. gwiazda typu AM Her (inaczej polar). Jest to bliski układ podwójny, którego jednym ze składników jest biały karzeł o tak silnym polu magnetycznym, że nie może się wokół niego wytworzyć dysk akrecyjny z materii „przyciąganej” z drugiej gwiazdy układu, ale wzdłuż linii pola magnetycznego materia ta spływa w okolice biegunów białego karła.

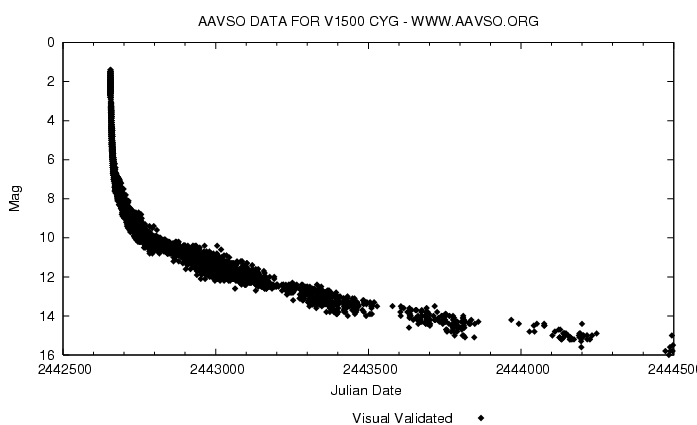
Krzywa blasku ukazująca zmiany jasności obserwowanej V1500 Cygni – według AAVSO.
Daty podano w dniach juliańskich.